# 私が神
『私が神』（わたしがかみ、Io c'è）は2018年のイタリアのコメディ映画。
監督はアレッサンドロ・アロナディーオ、出演はエドアルド・レオ、マルゲリータ・ブイ、ジュゼッペ・バッティストンなど。
B&Bの経営につまづいた男性が免税の優遇制度を利用するために新興宗教の教祖になったことから起こる騒動を描いている。
日本では2019年4月から5月にかけて開催された「イタリア映画祭2019」で上映された他、2020年11月から開催された「イタリア映画祭2020」では有料でオンライン配信された。

## ストーリー
遊び人のマッシモは、成功した会計士だった父親から相続した建物を高級B&Bに改装し、一時は繁盛していたものの、景気の悪化とともに経営は破綻寸前となる。そこで免税の優遇制度を利用するために、父を継いで会計士となった姉アドリアーナと姉弟の知人であるイデオロギーの研究者マルコの協力の下、新興宗教の教祖となる。既存の宗教を適当に組み合わせて体裁を整える一方、マッシモのこれまでの生き方そのものとも言える、自分の神は自分だけであり、自分の内なる神の声に従って生きることの素晴らしさを説く「イオニズム（自分イズム）」の思想は、気休めやまやかしがなく、自己肯定感を高めるものとして徐々に「信者」を増やしていき、アドリアーナですら、その思想に心酔するようになる。
そんな中、難病の手術を受けるために、たまたまマッシモのB&Bに宿泊していたテレーザはイオニズムに感銘を受け、成功率が3割の手術をやめて残された人生を楽しんで生きることを決心する。テレーザと惹かれ合っていたマッシモは自分の責任の重さを思い知らされ、悩んだ末に信者の前で単なる税金対策だったことを明かすが、信者たちはそれを教祖であるマッシモが自分たちの信仰を試しているのだと思ってしまう。この事態に取り乱したマッシモは信者たちを施設から強引に追い出し、器物を破壊する。
B&Bは既に宗教施設として認められていたため、教祖ではあるものの、マッシモは「神物に対する冒涜と損壊」「宗教施設の不法占拠」という「宗教に対するテロ」の重罪で告発され、有罪判決を受けて収監されることになる。そこにテレーザが現れ、イオニズムに従って手術を受けなかったが完治したことを報告する。その後、マルコが引き継ぐ形でマッシモを教祖とする宗教団体は活動を続け、信者を増やしていく。

## キャスト
- マッシモ・アルベルティ: エドアルド・レオ - B&Bの経営者。
- アドリアーナ・アルベルティ: マルゲリータ・ブイ - マッシモの姉。会計士。B&Bの共同経営者。
- マルコ・チリオ: ジュゼッペ・バッティストン - イデオロギーの研究者で売れない作家。
- テレーザ: ジュリア・ミケリーニ（イタリア語版） - B&Bの宿泊客。
- テオドーロ: マッシミリアーノ・ブルーノ（イタリア語版） - 車椅子の信者。
- ジュリオ: ロレンツォ・ジョイエッリ（イタリア語版） - アドリアーナの夫。高圧的。
- シスター・アスンタ: ジェージャ（イタリア語版） - マッシモと敵対する教会のシスター。
- 尼僧: ジゼッラ・ブリナート（イタリア語版） - マッシモと敵対する教会のシスター。
- ミロス: アレクサンダル・ツヴェトコヴィッチ（クロアチア語版） - ホームレス。最初の信者に。

## 作品の評価
第73回ナストロ・ダルジェント賞では原案賞とコメディ映画男優賞（エドアルド・レオ ※『いつだってやめられる 闘う名誉教授たち』での演技と合わせて）の2部門でノミネートされるが、いずれも受賞はならなかった。
また、高級メガネ・サングラスメーカーのペルソールとナストロ・ダルジェント賞がコラボした年間ペルソール個人賞を主演のエドアルド・レオが本作と『いつだってやめられる 闘う名誉教授たち』の演技で受賞している。